# Vejszeli
Vejszeli (macedónul: Вејсели, törökül Veyselli) település Észak-Macedóniában, a Délkeleti körzetben, a Valandovói járásban.

## Népesség
| Lakosok száma | 93   | 115  |      |
|               | 1948 | 1953 | 1961 |

- 2002-ben lakatlan település, korábban törökök lakták.